# Yagami Yuu
Yagami Yuu es un anime género hentai creado en 2006 como un especial alternativo de Night Shift Nurses, la historia gira en torno al escritor Yotsuya Jirou quien se encuentra escribiendo un libro sobre un hecho que marco su vida dos años atrás el cual está relacionado con la enfermera Yagami Yuu. Este anime es de tipo hard hentai, con contenido demasiado fuerte el cual incluye entre otras cosas scat, necrofilia y sadismo

## Sinopsis
Yotsuya Jirou es un escritor que por motivos de inspiración se encuentra en el distrito rural de Tokizaka, sin embargo durante una caminata es atropellado por un autobús el cual se da a la fuga y si bien el accidente no lo mata por caer sobre un arrozal, se fractura una pierna, en ese momento es visto por Yagami Yuu, quien viste uniforme de enfermera, la cual se comporta bastante amorosa y le ofrece ayuda, luego le lleva al hospital del pueblo, el cual es desproporcionadamente grande en relación con la población a la que debería atender
Posteriormente, Yuu se encarga de cuidarlo personalmente, lo que despierta el afecto de Yotsuya, además de su instinto sexual. Intenta comenzar a desvestir a Yuu quien se resiste en un principio, pero de un momento a otro, su personalidad se transforma en el de una ninfómana deseosa de ser dominada, con esto se da a entender que los actos fetichistas al inicio del episodio suceden posteriores a este primer encuentro.
Luego Yuu se dirige con la directora del hospital, Shoko, a la cual luego de contarle de su supuesto romance con Yotsuya, la convierte en una víctima de su trastorno de personalidad. Shoko al ser influenciada, se dirige hacia donde esta Yotsuya con la intención de seducirlo, cuando lo logra son descubiertos por Yuu, la cual separa a Shoko de Yotsuya; Sin embargo Shoko se encuentra demasiado excitada y revela a Yotsuya que a pesar de los comportamientos fetichistas de Yuu, esta es virgen y le ofrece tomarla; Yuu intenta escapar pero entre ambos la retienen mientras Yotsuya comienza a penetrarla de manera salvaje, durante toda la violación hay momentos en los que Yuu parece disfrutar, pero esto se debe a que cambia de personalidad de una forma irracional.
Luego de lo ocurrido, Yuu comienza a dormir con Yotsuya durante las noches, y es aquí donde Yuu comienza a contarle su pasado. el cual explica el porqué de su conducta.
Pasado de Yuu:
De niña tuvo un tutor privado que lejos de ayudarla comienzá a torturar y abusar de ella, sin bien no tomó su virginidad, la obligaba constantemente a cometer actos de sodomía, masoquismo e incluso coprofagia; poco a poco Yuu comenzó a perder la cordura y a aceptar su condición de esclava, además, debido a su inmadurez mental empezó a confundir los conceptos de amor y odio, proceso que se agravó al descubrir el suicidio de su maestro mientras se preparaba para recibir su tortura diaria, esta imagen desencadenó el colapso de la mente de Yuu en una personalidad psicótica, lo cual tuvo como primeras manifestaciones la ingesta de basura y heces, así como la práctica inmediata de felación al cadáver con el fin de que éste reviviera.
Yotsuya se siente aterrorizado por lo que oye y confirma el hecho de que Yuu esta desquiciada, la lanza de la cama y sale huyendo de la habitación; Mientras intenta escapar es descubierto por Shoko y cuando Yotsuya intenta advertirle de que Yuu tiene problemas. Shoko se lo confirma, y además le revela que ella no es la directora del hospital, luego le dice que no lo detendrá en su escape, al dejarlo solo Yuu aparece y lo golpea dejándolo inconsciente.
Durante su inconsciencia observa a Yuu practicando un gang bang que raya en lo sádico, sin embargo, de un momento a otro es rescatado y despertado por Shoko, con quien emprende una marcha a pie bajo la lluvia hacia el pueblo, durante el trayecto Shoko le comienza a contar que intento ayudar a Yuu pero poco a poco comenzó a mostrar su naturaleza enferma que terminó en la muerte de todos los pacientes y personal del hospital, explicando de esta manera que el sueño de Yotsuya antes de ser rescatado era lo que Yuu realizaba en el hospital previo de matar a todos.
En este momento Yuu los ataca con un bate y demuestra una faceta melancólica, Shoko intenta intervenir pero es golpeada con el instrumento en la cabeza, al ver esto Yotsuya trata de ayudarla y asegurarse que no está muerta lo cual provoca los celos de Yuu y se expone de nuevo su instinto asesino, intenta matar a Yotsuya pero Shoko no se lo permite indicándole a Yotsuya que huya mientras ella la detiene, Yotsuya huye y gana algo de tiempo mientras Yuu termina de matar a Shoko. Luego de llegar al pueblo Yotsuya es recogido por un coche que transitaba por el lugar al momento que Yuu en un último ataque de histeria destruye parte del hospital y al abrir la llave de gas provoca una explosión que destruye todo el lugar.
Así, Yotsuya, después de este incidente, que le generó un gran impacto mental por estos hechos, escribió sus vivencias en este hospital, las cuales se transformaron en un libro de éxito de ventas mundial, y cuando creía que Yuu había quedado sólo existente en sus recuerdos, es cuando en la firma de su libro reaparece ella. . .
- Datos: Q6169647